# 東豊永村
東豊永村（ひがしとよながむら）は、高知県長岡郡にあった村。現在の大豊町の東部にあたる。

## 地理
- 山岳：梶ヶ森
- 河川：吉野川、南小川

## 歴史
- 1889年（明治22年）4月1日 - 町村制の施行により、大平村・柚ノ木村・怒田村・下ノ土居村・川井村・筏木村・大滝村・八川村・中内村・南大王村・岩原村・西峯村・立野村・八畝村・西川村の区域をもって発足。
- 1896年（明治29年） - 西豊永村の一部（大字粟生のうち佐賀山・上東）を編入。大字佐賀山・上東を設置。
- 1899年（明治32年） - 大字下ノ土居の一部（中須・福井・牛飼野）を西豊永村に編入。
- 1955年（昭和30年）3月31日 - 西豊永村・大杉村・天坪村と合併して香美郡大豊村が発足。同日東豊永村廃止。

## 交通

### 鉄道路線
- 日本国有鉄道
  - 土讃線
    - 土佐岩原駅 - 豊永駅

### 道路
- 国道32号